# Walt Dickerson
Walter Roland 'Walt' Dickerson (Philadelphia, 16 april 1931 - Willow Grove, 15 mei 2008) was een Amerikaanse jazzvibrafonist van de modernjazz (hardbop, postbop).

## Carrière
Dickerson studeerde aan de Morgan State University en ging na het behalen van het diploma in 1953 en een tweejarige militaire diensttijd naar Californië, waar hij met Andrew Hill en Andrew Cyrille een band leidde. Begin jaren 1960 trok hij de aandacht in het New Yorkse jazzcircuit met de albums This is Walt Dickerson (1961), A Sense of Direction (1961) en Relativity (1962). In dit jaar won hij de Best New Star-poll van het magazine DownBeat voor zijn (volgens Richard Cook en Brian Morton) beste album To My Queen, waaraan Andrew Hill, George Tucker en Andrew Cyrille meewerkten. Cyrille bleef zijn drummer, totdat hij wisselde naar de band van Cecil Taylor. Hij werkte onder zijn eigen naam en met John Coltrane en Sun Ra, die als sideman aan de piano werkte in Impressions of a Patch of Blue (1965). In 1964 verhuisde hij naar Kopenhagen, waar hij werkte als onderwijzer en tien jaar lang niet optrad. Vanaf midden jaren 1970 volgden dan opnamen bij Steeplechase Records, onder andere met duo's met Sun Ra (Visions, 1978), de Deense gitarist Pierre Dørge en met Richard Davis (Divine Gemini, 1977).

## Overlijden
Walt Dickerson overleed in mei 2008 op 77-jarige leeftijd.
- Bibliothèque nationale de France: cb13893268q (data)
- International Standard Name Identifier: 0000 0000 3047 7564
- Library of Congress Control Number: n95094605
- MusicBrainz: 2ca3511e-17b5-45c7-aaa8-ac279a6bb0e5
- Nederlandse Thesaurus van Auteursnamen: 097176176
- Réseau des bibliothèques de Suisse occidentale: 02-A016477269
- SNAC: w6mg8s4k
- Virtual International Authority File: 17407208
- WorldCat: E39PBJpJj8Djw6fx7tRwyR7GpP